# سارخوش أحمد باشا
سارخوش أحمد باشا سياسي عثماني شغل منصب والي مصر منذ 1689 حتى 13 مارس 1691.
واسمه أحمد باشا البوشناق وكان قبل ذلك قد شغل منصب الوالي على بغداد سنة 1097ه‍/1685م. أما المؤرخ عباس العزاوي فيذكر ان الوالي أحمد باشا البوشناق إبتدأ حكمه على بغداد في 3 ذي القعدة 1098 ه‍، وانفصاله في 14 ذي القعدة 1099ه‍، ثم صار مفتش الأناضول، وتوفي بعدها في رجب 1102ه‍.